# 이아영 (치어리더)
이아영(1992년 2월 9일 ~ )은 대한민국의 여성 치어리더이다.